# Teuscheria
Teuscheria es un género  de orquídeas epifitas. Es originario de América. Comprende 8 especies descritas y de estas, solo 7 aceptadas.

## Descripción
Es compañero de Bifrenaria, epífita con varios pseudobulbos ovoides que llevan una sola hoja apical, recogida, lanceolada o elíptica que es rodeada basalmente por otra hoja no foliácea protectora (es el mayor factor que identifica al género) y que florece de un a inflorescencia basal erecta o laxa. 

## Distribución
Se encuentran en Centroamérica y Sudamérica desde Costa Rica a Perú.

## Taxonomía
El género fue descrito por Leslie A. Garay y publicado en American Orchid Society Bulletin 27(12): 820. 1958. La especie tipo es: Teuscheria cornucopia
Etimología
El género lleva el nombre de Henry Teuscher, botánico, paisajista galardonado y horticultor.

## Especies
| - Teuscheria cornucopia - Teuscheria dodsonii - Teuscheria elegans - Teuscheria horichiana | - Teuscheria integrilabia - Teuscheria pickiana - Teuscheria wageneri |